# Henri Cornet
Henry Cornet, nato Henri Jardy (Desvres, 4 agosto 1884 – Prunay-le-Gillon, 18 marzo 1941), è stato un ciclista su strada francese.
Professionista dal 1904 al 1912, si aggiudicò il Tour de France 1904 e la Parigi-Roubaix nel 1906.

## Carriera
Fu protagonista di un caso storico al Tour de France 1904: giunto al quinto posto nella classifica finale, con anche una tappa vinta, gli venne in seguito assegnata la vittoria. Dopo diversi accertamenti, infatti, otto corridori, tra i quali i primi quattro in classifica generale, vennero squalificati e sospesi e gli venne assegnata la vittoria. Avendo 19 anni al termine della gara, diventò il più giovane vincitore della Grande Boucle, primato che tuttora resiste, nonostante sia trascorso oltre un secolo.
Nelle successive edizioni del Tour non riuscì a riconfermarsi ad alti livelli, cogliendo solo un ottavo posto finale nel 1908. Riuscì comunque ad ottenere buone prestazioni in alcune gare in linea, come la vittoria della Parigi-Roubaix del 1906, corsa nella quale si era piazzato terzo l'anno precedente. Chiuse la carriera nel 1912 all'età di 28 anni.

## Palmarès
- 1904 (Cycles J.C., due vittorie)

3ª tappa Tour de France (Marsiglia > Tolosa)
Classifica generale Tour de France
- 1906 (individuale, una vittoria)

Parigi-Roubaix
- 1910 (La Globe, una vittoria)

Parigi-Alençon

## Piazzamenti

### Grandi giri
- Tour de France

1904: vincitore
1905: ritirato (4ª tappa)
1906: non partito (1ª tappa)
1907: ritirato (4ª tappa)
1908: 8º
1909: ritirato (4ª tappa)
1910: 16º
1911: 12º
1912: 28º

### Classiche
- Parigi-Roubaix

1904: 12º
1905: 3º
1906: vincitore
1907: 8º
1912: 45º